# 仙台マークワン
仙台マークワン（せんだいマークワン）は、宮城県仙台市青葉区中央にある再開発ビルである。東日本旅客鉄道（JR東日本）仙台駅西口の北側にある。地下1階から地上9階までの低層部に仙台PARCOが入り、地上10階から19階までの高層部はオフィスが入る。地下2階は駐車場となっており、道を挟んで北に位置するオフィス・商業ビルのAERの地下駐車場と繋がっている。

## 概要
建設地は面積0.6haのブロックで、北側を市道名掛丁1号線、西側を市道駅前通線（駅前通り）、南側を交通広場3・2・11号線、東側を東日本旅客鉄道軌道敷で囲まれる。
当ビルは、JR仙台駅と中心部アーケード商店街の中央通りとを繋ぐ途上にあり、1階の歩道と2階の仙台駅西口ペデストリアンデッキにより多層的に周辺地域と繋がれている。また、当ビルの再開発に伴い、道を挟んで北側にあるAER（地上31階、高さ145.5m）との間にデッキ広場（広場2号）が、当ビルと軌道敷地との間にもペデストリアンデッキ（広場3号および公共歩廊2号）が新設され、東北新幹線の高架下を通って仙台駅東口に繋がるペデストリアンデッキ（正式名称「仙台駅北部名掛丁自由通路」）、その途上にはS-PAL II（2008年（平成20年）6月18日に開業）の北側出入口も設置されている。
このように当ビルの再開発は、周辺に新たな歩行者専用通路を創る契機となったが、当ビルの低層部に入居した仙台PARCOにより、更なる歩行者動線の変化が予想され、エスパルが上述のS-PAL IIを開店させた他、仙台駅西口南部にあるEBeanSがギャル系ファッションのテコ入れを行った。仙台駅前の物販活性化に対抗して、仙台市都心部におけるもう一方の物販の極である一番町では、客層が仙台PARCOと最も重なるとされる仙台フォーラスが内外装を一新して店舗を大幅入れ替えし、店舗前のアーケードで仙台コレクションを開催した。また、仙台三越が隣接するファッションドーム141を一括賃貸して東北地方一の売場面積を確保し、藤崎も建設中の仙台ファーストタワー低層棟を賃貸して新館を開業する予定とするなど、仙台駅周辺からへの誘客対策を講じている。さらに、郊外でも仙台泉プレミアム・アウトレットおよび三井アウトレットパーク 仙台港が同時期に開店するなど、仙台・宮城デスティネーションキャンペーンに向けて、商業地図の変革が予想されている。
2012年現在、当ビルがオープンする以前のアエルに類似し、実質的にオフィスフロアとして使用されている11F〜19Fのうち、12Fはハローワーク仙台が設置する仙台学生職業センターと宮城県が設置するジョブカフェ、13F～18Fには、いずれかの労働者派遣事業者が入居しているなど、「派遣ビル」の様相を見せているところが見られる。

## 高層階
仙台市の環境アセスメント条例の適用回避のため、ビルの高さを100m未満として建設された。その高さでは24階か25階建ての計算だったが、株式会社パルコ側が1階と9階の各々の飲食ゾーンの天井を高くしたいと要望して低層部の軒高が高くなったため、高層部のオフィスは10階分に減った。

## 沿革
当ビルが建つブロックは、江戸時代には石巻街道に繋がる東西メインストリートの名掛丁（現在の名掛丁1号線）に面し、仙台城の城下町の東の入口として武士の家が並んでいた。1887年（明治20年）に東北本線が開通すると、仙台駅前の地位を得る一方で、従来の表道だった名掛丁側では踏切が設けられ、次第に開かずの踏切となって線路の東西での交通が滞った。改善策として1921年（大正10年）に跨線橋である宮城野橋（X橋）が開通し、東西の徒歩・馬車・自動車の交通の地位はX橋が担うようになる（1935年に名掛丁地下自由通路が完成したが、X橋の地位は変化しなかった）。
その一方で、1925年（大正14年）に宮城電気鉄道・仙台駅が地下駅として西口広場に完成し、また、1926年（大正15年）には駅前通り（現在の愛称）と共に仙台市電が開通して仙台駅前駅（電停）が設置され、当地は人と交通が交錯する場となった。
1945年（昭和20年）7月10日の仙台空襲で被災し、戦後占領期には仙台駅前広場に面してGHQ/SCAP鉄道司令部 (Railway Transportation Office; RTO) が置かれ、周辺も低層住宅兼店舗がひしめいていたが、昭和30年代初頭から戦後復興区画整理事業が行われて第一ビルが建ち、その後は雑居ビルやタワーパーキングなどが建設された。中心部アーケード商店街の中央通りと仙台駅とを繋ぐ途上の一等地でありながら、10階建て未満の建物数棟が建つのみに留まっていた当地は、今回の「中央一丁目第二地区第一種市街地再開発事業」によりブロック全体で一体的に再開発された。再開発促進協議会が結成されたのは、当地と道を挟んで北側に隣接する再開発ビルのAERが竣工した1998年（平成10年）。それから10年の歳月をかけて完成に至る。完成時期は、ちょうど仙台・宮城デスティネーションキャンペーンの直前だった。
総事業費180億円の内、国・宮城県および仙台市からの補助金が合計で約42億円、店舗保留床処分（株式会社パルコ取得分）が約120億円、オフィス保留床処分が約17億円となっている。

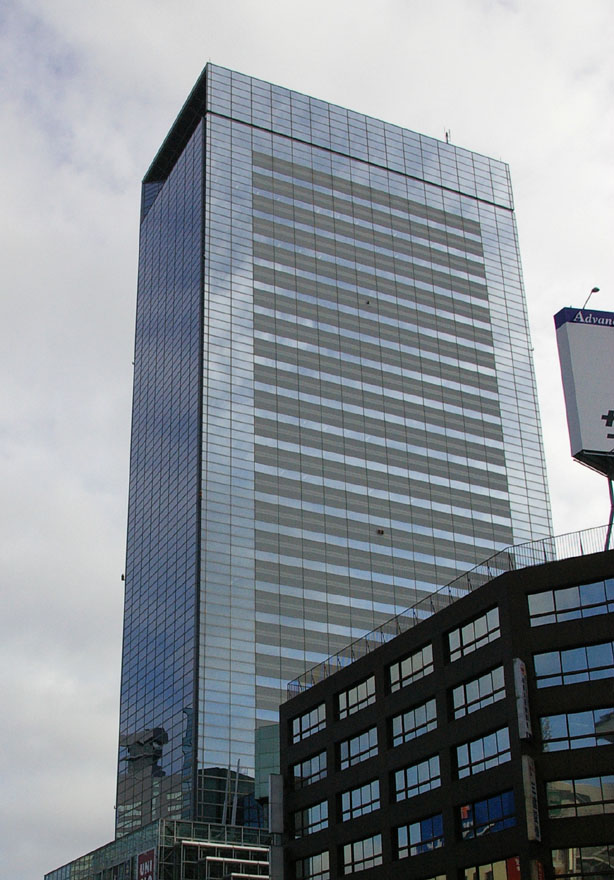
手前の茶色のビルがかつての第一ビル。後ろの超高層ビルがAER（2005年8月）
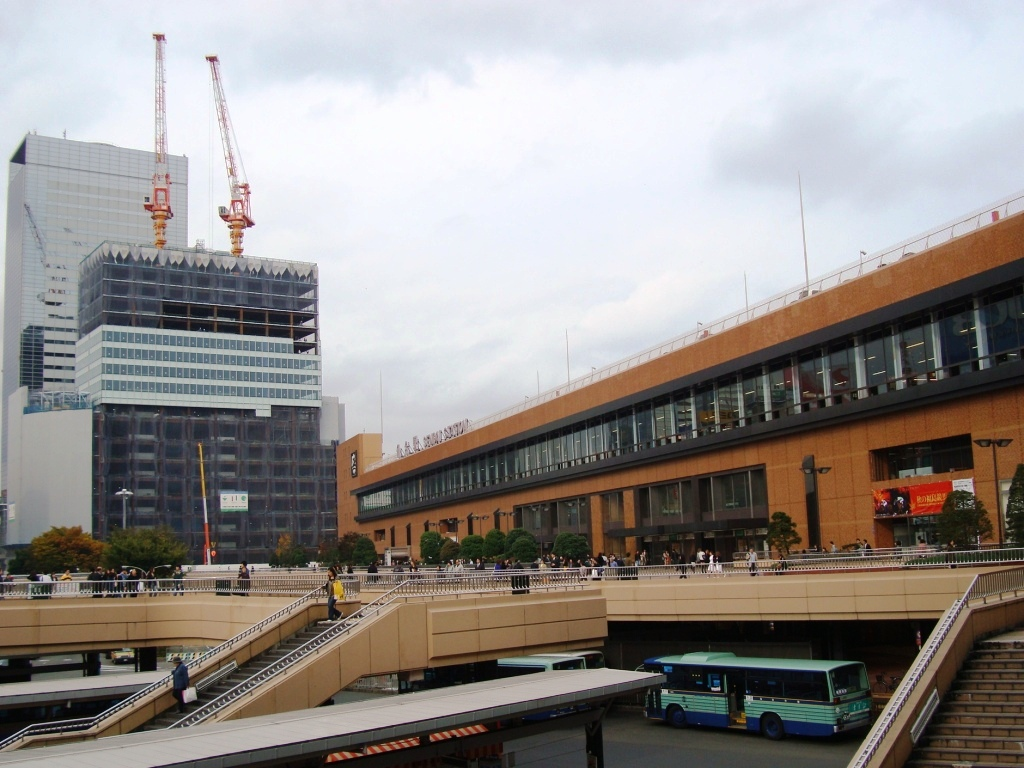
建設中の仙台マークワン（2007年10月31日）

### 年表
- 1998年（平成10年）3月 - 再開発促進協議会結成
- 2001年（平成13年）12月 - 準備組合設立
- 2003年（平成15年）7月23日 - 都市計画の告示（地区計画、高度利用地区、再開発）。
- 2004年（平成16年）10月25日 - 再開発組合設立。
- 2005年（平成17年）
  - 3月30日 - （第1回）定款及び事業計画の変更認可。
  - 12月14日 - 権利変換計画認可。（第2回）定款及び事業計画の変更認可。
- 2006年（平成18年）
  - 1月19日 - 既存建物除却工事着手。
  - 4月24日 - 建築工事着工。
- 2008年（平成20年）
  - 7月31日 - 建築工事竣工。
  - 8月23日 - 仙台PARCO開業。
- 2009年（平成21年）3月31日 - 組合解散。

## アクセス
- 東日本旅客鉄道（JR東日本）および仙台市地下鉄（SS）：仙台駅
- 仙台市営バスおよび宮城交通：仙台駅前バス停（花京院方面からのバスは、仙台駅北口バス停での下車が近い）
- 各社高速バス：仙台駅のバスターミナル
- 地下2階駐車場：仙台マークワン単体では207台（AERと一体運営により514台）
- 駐輪場：自転車311台、原動機付自転車253台